# Barevo (Jezero, BiH)
Barevo je naseljeno mjesto u općini Jezero, Republika Srpska, BiH.

## Povijest
Do potpisivanja Daytonskog mirovnog sporazuma bilo je dio istoimenog naseljenog mjesta u sastavu općine Jajce koja je ušla u sastav Federacije BiH.

## Stanovništvo

### 2013.
Nacionalni sastav stanovništva 2013. godine, bio je sljedeći:
ukupno: 5
- Hrvati - 5